# شب‌زنده‌داران (فیلم ۲۰۱۵)
شب‌زنده‌داران (انگلیسی: Night Owls) یک فیلم درام کمدی رمانتیک آمریکایی است که در سال ۲۰۱۵ منتشر شد.

## بازیگران
- آدام پالی
- رزا سلزار
- راب هیوبل
- تونی هیل
- پیتر کراوزه